# Misa Criolla
Misa Criolla ("Missa Crioula", em espanhol) é uma obra musical para solistas, coro e orquestra, de natureza religiosa e folclórica, criada pelo compositor argentino Ariel Ramírez, feita para dois tenores-solo, coro misto, percussão, piano e instrumentos tradicionais da região dos Andes. Os textos litúrgicos foram traduzidos e adaptados pelos padres Alejandro Mayol e Jesús Gabriel Segade. A peça, considerada uma das obras máximas da música argentina, foi inspirada por - e dedicada a - duas religiosas alemãs, Elisabeth e Regina Brückner, que durante o nazismo ajudaram com alimentos os prisioneiros de um campo de concentração.
A obra foi composta e gravada em 1964, e lançada como álbum em 1965, com o célebre grupo folclórico Los Fronterizos (Eduardo Madeo, Gerardo López, Julio César Isella e Juan Carlos Moreno) como solistas, Jaime Torres no charango, Domingo Cura na percussão, Raúl Barboza no acordeão, Luis Amaya no violão, a Cantoría de la Basílica del Socorro, regida pelo padre J. G. Segade, e uma orquestra formada por instrumentos regionais, conduzida pelo próprio Ariel Ramírez.
Simultaneamente com a Misa Criolla, Ariel Ramirez compôs Navidad Nuestra, com letra de Félix Luna, e incluída como lado B do álbum de lançamento. Ambas as obras estão relacionadas e em algumas oportunidades já se acreditou que a Navidad Nuestra, ou alguns de seus temas, fizessem parte da Misa Criolla.
A obra foi interpretada por renomados artistas de todo o mundo, Grupo Palimpsesto (Brasil), Los Koyas (França), Giórgos Daláras (Grécia) e trata-se da única obra musical argentina editada nos cinco continentes. A versão mais difundida mundialmente é a que foi realizada pelo tenor espanhol José Carreras em 1987, no Santuario de la Bien Aparecida, Cantábria, acompanhado por Ariel Ramírez como diretor da orquestra (Philips CD 420 955). Entre outras versões de destaque estão a realizada por Zamba Quipildor, na Itália, em 1974, com o coro Os Madrigalistas de Bucareste, e a gravada por Mercedes Sosa em 2000, pela qual ela recebeu o prêmio Grammy Latino. Outra versão importante foi executada pela cantora peruana Chabuca Granda, na Basílica de Guadalupe.

## Origem
Ariel Ramírez compôs a missa entre 1963 e 1964. A inspiração para criar uma obra religiosa surgiu na década de 50, quando ele vivia em um convento de Würzburg e ainda era um músico desconhecido. Lá ele conheceu as irmãs Elisabeth e Regina Brückner. Elas lhe contaram que, durante o período nazista, apenas alguns anos antes, uma bela mansão em frente ao convento tinha sido um campo de concentração e que todas as noites elas levavam comida para os prisioneiros, mesmo que eles já estivessem sentenciados à morte.
Em 1954, Ariel Ramírez retomou sua ideia quando retornava em um navio de Liverpool para Buenos Aires e decidiu que um dia iria compor uma obra musical em homenagem a essas duas irmãs alemãs. Devido a um erro de tradução, costuma-se afirmar que são freiras.
Nos anos 60, Ariel Ramírez contou sua ideia para um amigo de infância, o Padre Antonio Osvaldo Catena, presidente do Conselho Episcopal Latino-Americano na época, que já tinha a intenção de “compor uma missa com ritmos e formas musicais dessa terra”.
Depois que os primeiros esboços foram traçados, o padre e regente de coro, Jésus Gabriel Segade, compôs os arranjos para o coral. O padre Segade também regeu o coro “Cantoría de la Basílica del Socorro” na primeira versão da Misa Criolla.
A Misa Criolla, junto com Navidad Nuestra, é considerada a mais famosa composição de Ramírez e também, devido a sua popularidade que ultrapassa as fronteiras da América do Sul, a mais importante obra argentina de música sacra. É uma das obras mais populares de música cristã na América Latina e também é muito popular entre os corais amadores. Ela serve como exemplo da inculturação do cristianismo na América do Sul.

## Concepção
A Misa Criolla foi composta na mesma época em que o Concílio Vaticano II permitiu, através da constituição Sacrosanctum Concilium de 4 de dezembro de 1963, que os idiomas nacionais respectivos de cada país pudessem servir como língua litúrgica da santa missa.
Seu texto é o oficial da missa em língua espanhola, em que cada parte é interpretada com ritmos diferentes, que correspondem a regiões diferentes da Argentina.
Ela consiste de cinco partes litúrgicas: Kyrie: Baguala-Vidala (Tucumán) Gloria: Carnavalito (Andes) Credo: Chacarera trunca (Santiago del Estero) Sanctus: Carnaval cochabambino (Cochabamba) Agnus Dei: Estilo Pampeano (La Pampa).

## Gravações
O primeiro disco foi lançado em 1964 e, em um único dia, a tiragem de 2000 exemplares estava esgotada.
Há numerosas versões da Misa Criolla que estão de acordo com a maneira que Ramírez a concebeu. Contudo, nas duas versões mais recentes, um dos tenores foi excluído, enquanto o outro é interpretado por José Carreras (1988) ou por Mercedes Sosa (2000).

## Estreia Pública
Em 1967, Ariel Ramírez apresentou a Misa Criolla na Alemanha, na Holanda, na Bélgica e na Suiça. O primeiro concerto dessa turnê europeia, que ao mesmo tempo foi a primeira apresentação pública da missa, ocorreu no Düsseldorfer Rheinhalle (atual Tonhalle Düsseldorf). Antes disso foram feitas apenas gravações de estúdio.

## Outras Apresentações
Já em 1968, a Misa Criolla foi apresentada em Belgrado pelo coral universitário “Branko Krsmanovic”, sob a regência de Bogdan Babic, que na época era dirigente da Ópera de Belgrado. As partituras foram disponibilizadas pelo próprio Ramírez.
Em 2014, um coral argentino apresentou a Misa Criolla com Patricia Sosa com solista e sob a regência de Facundo Ramírez. A apresentação ocorreu na Basílica de São Pedro e contou com a presença do Papa Francisco.

## A Misa Criolla no cinema
O começo da missa foi usado como trilha sonora do filme Léolo (1992).